# Philadelphia Union II
Philadelphia Union II, anteriormente conhecido como Bethlehem Steel FC, foi um clube de futebol da cidade da Filadélfia, Pensilvânia, Estados Unidos. Disputava a USL Championship.

## História

### Bethlehem Steel F.C. (2015–Atual)
Em 2013 a USL anunciou parceria com a Major League Soccer, que permitia a criação de times reservas na competição. A criação de um time filiado ao Philadelphia Union foi anunciado no dia 19 de agosto de 2015. O nome da equipe entrou em votação e em 19 de dezembro de 2015 foi anunciado que o nome do time seria Bethlehem Steel, em alusão ao antigo Bethlehem Steel. Suas cores porém foram alteradas para as cores do Philadelphia Union, acrescentando o Dourado ao já existentes preto,branco e vermelho.
A equipe estreou na competição em 2016 ficando em décimo primeiro lugar da conferência, não se classificando assim aos playoffs.

## Estádio
- Goodman Stadium; Bethlehem, Pensilvânia (2016–2019)

## Símbolos

### Escudo
| Evolução do Escudo do Philadelphia Union II | Evolução do Escudo do Philadelphia Union II | Evolução do Escudo do Philadelphia Union II | Evolução do Escudo do Philadelphia Union II | Evolução do Escudo do Philadelphia Union II | Evolução do Escudo do Philadelphia Union II | Evolução do Escudo do Philadelphia Union II | Evolução do Escudo do Philadelphia Union II |
| 2015 – 2019                                 | 2020 – Atual                                |                                             |                                             |                                             |                                             |                                             |                                             |
| ------------------------------------------- | ------------------------------------------- | ------------------------------------------- | ------------------------------------------- | ------------------------------------------- | ------------------------------------------- | ------------------------------------------- | ------------------------------------------- |